# Elena Bozán
Elena Bozán fue una actriz de reparto, bailarina y vedette argentina de cine y teatro. Era la hermana de las actrices Sofía Bozán y Haydée Bozán, y prima de Olinda Bozán.

## Carrera
Elena Bozán incursionó notablemente durante la época dorada del cine argentino, junto a figuras de la talla de Carlos Gardel, Tomás  Simari, Margarita Burke, María Esther Duckse, Carlos Dux, Gloria Guzmán, Vicente Padula, María Esther Gamas, Alicia Vignoli, Marino Seré, José Otal, Guillermo Casali, Vicente Forastieri y Héctor Calcaño, entre otros.
En teatro se lució por su notable figura como bataclana y segunda vedette en famosos teatros, generalmente acompañando a su hermana mayor, Sofía. Integró, junto a su hermana Haydée, Las 30 caras bonitas del Teatro Porteño, en 1924

## Filmografía
- 1928: La borrachera del tango
- 1931: Las luces de Buenos Aires
- 1936: El conventillo de la paloma
- 1938: La estancia del gaucho Cruz[2]

## Teatro
En teatro se destacó como actriz cómica y segunda triple en teatros como el Maipo y el Teatro Porteño. Trabajó  con "La Compañía de Grandes Revistas Pepe Arias", con quien hizo la obra Rita, la única, con la dirección de Antonio Botta, y junto con Sofía Bozán, Gladys Rizza, Pedro Quartucci y Juan Dardés.
En 1925 acompañó a la actriz cómica y cancionista Amanda Falcón, con Mariano Orsi, José Vittori, José Harold, Warly Ceriani, Haydée Bozán y Waly Wais.
En 1933 hizo la obra Esta noche es nochebuena en el Teatro Sarmiento, con Sofía Bozán, Tito Lusiardo, Francisco Charmiello, Aída Olivier, Haydée Bozán, Vicente Forastieri, Fernando Campos, entre otros.
En 1934 forma parte de la "Gran Compañía Nacional de Revistas cómicas" que estrenó  una obra en el Teatro Buenos Aires, junto con Pablo Palitos, Libertad Lamarque, Olinda Bozán y Guillermo Pedemonte, entre otros.
En la década del '40 y con la Compañía de Luis Sandrini, hizo la obra La mujer del otro, junto con la actriz chilena Alicia Barrié, Max Citelli, Eduardo Sandrini y Rufino Córdoba.
En 1941 estrena  dos obras:Gran "Dopping" Electoral y ¡Los pecados capitales... y provinciales!, ambos con libro y dirección de Antonio Botta y Marcos Bronenberg, y con un reparto que incluía también a  Sofía Bozán, Juan Carlos Thorry, Marcos Caplán, Alberto Anchart, Severo Fernández, Rafael García, Margarita Padín, Elsa del Campillo, Dringue Farías y Nené Cao, en el Teatro Maipo.
En 1946 hace La historia del sainete, estrenada en el Teatro Presidente Alvear. Con la Compañía Argentina de Espectáculos Cómicos Alberto Anchart. 
En 1947 actuó en las comedias Ya Cayó el Chivo en el Lazo y Joven, Viudo y Oligarca, ambas estrenadas en el Teatro El Nilo con Adolfo Stray, Jovita Luna, Arturo Palito, Concepción Sánchez, Héctor Bonatti, Vicente Formi, Eduardo de Labar y Lucila Sosa.
En 1963 se presentó  con la  versión teatral de Los muchachos de antes no usaban gomina  con la compañía de Pedro Laxart.

## Vida privada
Bozán fue pareja del gran director argentino Manuel Romero, quien estaba casado y nunca se divorció de su esposa.